# Fenouil doux
Foeniculum vulgare var. dulce
Pour les articles homonymes, voir Fenouil.
Variété
Classification phylogénétique
Le fenouil doux, fenouil de Florence ou fenouil de Provence (Foeniculum vulgare subsp. vulgare var. dulce et var. azoricum) est une variété du fenouil commun, une plantes à fleurs de la famille des Apiaceae. C'est une plante vivace originaire d'Afrique et d'Europe cultivée comme annuelle pour le renflement bulbeux et charnu de ses feuilles imbriquées les unes dans les autres.
C'est la même espèce que le fenouil commun mais avec une tige bulbeuse à la base, un peu comme celle du céleri.
On le nomme aussi aneth doux.
 Il existe plusieurs cultivars de cette espèce.
Tous les auteurs actuels s'accordent sur le fait que ce fenouil est de la même espèce que le fenouil commun, c'est-à-dire Foeniculum vulgare. Néanmoins certains auteurs ne reconnaissent pas les variétés dulce et azoricum.

## Composition
- Anéthol

## Plantation
Le fenouil de Florence aime le plein soleil dans un sol bien drainé, il exige un été chaud pour donner des bons résultats[réf. nécessaire].
Vers la mi-août jusqu'à la fin de septembre, il faut arracher le plant au complet. Coupez les racines et le feuillage.

## Usage
Il se prépare comme le céleri. Le feuillage frais peut aussi être consommé.

## Synonyme
Le nom Foeniculum dulce n'est plus un nom scientifique retenu.